# Годнев, Иван Васильевич
Ива́н Васи́льевич Го́днев (20 сентября 1854, Галич, Костромская губерния, Российская империя — 29 мая 1919, Уфа, Уфимский уезд, Уфимская губерния) — российский политический деятель, член Государственной думы III и IV созывов (1907—1917). Государственный контролёр в составе Временного правительства в 1917.

## Семья и образование
Его отец был обер-офицером, затем учителем Галичского духовного училища в чине коллежского асессора.
Иван Годнев окончил Галичское духовное училище (1869), Нижегородскую духовную семинарию (1873), медицинский факультет Казанского университета (1878), доктор медицины (1882; тема диссертации: «О влиянии солнечного света на животных»). Был женат на потомственной почётной гражданке Екатерине Николаевне Саниной, урождённой Стахеевой.

## Врач и общественный деятель

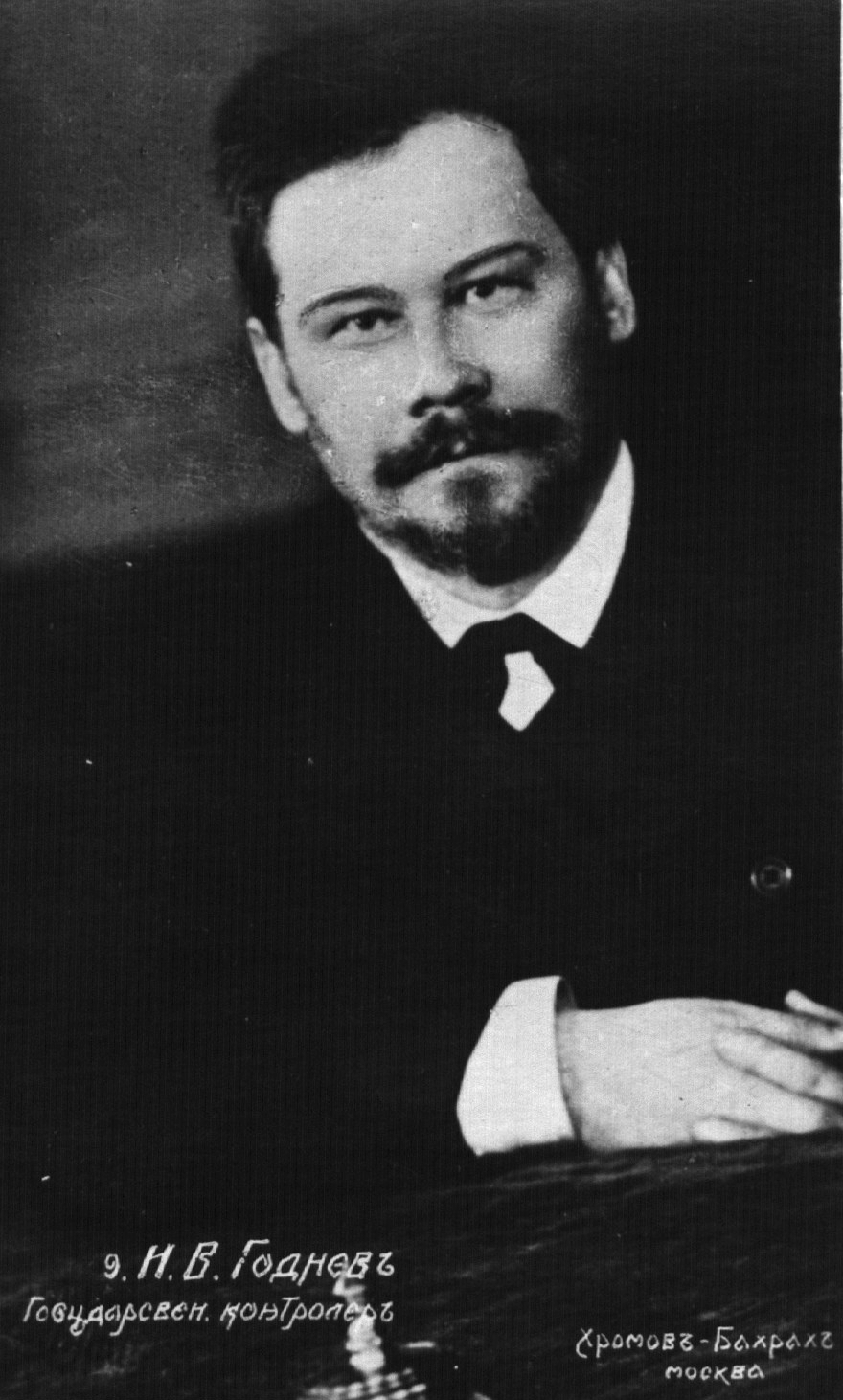
И. В. Годнев

В 1878—1886 — ординатор терапевтической госпитальной клиники, с 1882 — врач Мариинской Казанской женской гимназии. С 1886, одновременно, приват-доцент Казанского университета по кафедре частной патологии и терапии, с 1898 читал разработанный им курс лекций по инфекционным болезням. С 1890 также был врачом Казанского епархиального женского училища. Занимался частной медицинской практикой, преподавал гигиену в учебных заведениях Казани. Являлся врачом Дома призрения неимущих, престарелых и увечных граждан города Казани, секретарём и консультантом Александровской лечебницы. Автор научных работ по проблемам лечения инфекционных болезней, а также по ряду других медицинских вопросов (в том числе по влиянию солнечного света и затмений на людей и животных, гипнозу и сомнамбулизму и др.).
В 1891—1895 и 1905—1917 — гласный Казанской городской думы, в 1892—1913 — почётный мировой судья. Входил в состав губернского по земским и городским делам присутствия. В 1900, 1901, 1906—1908 — председатель Казанского сиротского суда. С 1901 — гласный губернского и уездного земских собраний. В 1901—1905 — член Казанского уездного училищного совета (представлял город Казань), в 1905—1909 — член Казанского городского училищного совета и городской исполнительной училищной комиссии. Был попечителем казанского Петровского училища, членом попечительского совета Мариинской Казанской женской гимназии, почётным попечителем Казанского реального училища.
Землевладелец Уфимской (2 тысячи десятин) и Казанской (525 десятин) губерний, домовладелец (владел каменным и деревянным домами в Казани). С 1903 — статский советник. Получил потомственное дворянство.

## Член Государственной думы

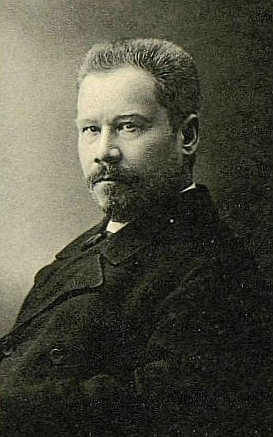
Иван Годнев, 1910

Был членом «Союза 17 октября». В 1907—1912 — член III Государственной думы (от общего состава выборщиков Казанской губернии), член фракции «Союза 17 октября», входил в состав комиссии по исполнению государственной росписи доходов и расходов, с 1909 был её председателем. Также являлся секретарём бюджетной комиссии, товарищем председателя комиссии о народном здравии.
В 1912—1917 — член IV Государственной думы (от первого съезда городских избирателей Казанской губернии). Занимался те же должности в комиссиях, что и в Думе предыдущего созыва, часто выступал на заседаниях Думы, в основном, по бюджетным вопросам. Входил во фракцию «Союза 17 октября», после её раскола вступил в одноимённую группу. Был членом бюро Прогрессивного блока. С августа 1915 — член Особого совещания для обсуждения и проведения мероприятий по перевозке топлива, продовольственных и военных грузов. По словам видного деятеля кадетской партии Владимира Набокова: «постоянно встречая его фамилию в думских отчётах в связи с разного рода юридическими вопросами и спорами по толкованию закона, я составил себе представление о нём как о знатоке нашего права».

## Государственный контролёр
Во время Февральской революции был членом Временного комитета Государственной думы и его комиссаром в Сенате. В марте — июле 1917 — государственный контролёр Временного правительства первого и второго (первого коалиционного) составов. Подал в отставку, как и ряд других министров с тем, чтобы вынудить ВЦИК Советов рабочих и солдатских депутатов на формирование нового правительства во главе с Александром Керенским и с участием представителей кадетской партии. В следующий состав правительства не вошёл.

Владимир Набоков, разочарованный деятельностью Временного правительства вообще и Годнева в частности, вспоминал о нём в этот период его деятельности: 

На нём самом, на всей его повадке и, конечно, всего более на тех приёмах, с какими он подходил к тому или другому политическому или юридическому вопросу, лежала печать самой простодушной обывательщины, глубочайшего провинциализма, что-то в высшей степени наивное и ограниченное… Как политическая величина, он держался совершенно пассивно… Человек, безусловно, чистый, исполненный самых лучших намерений и заслуживающий самого нелицемерного уважения, он был в среде Временного правительства — воплощённым недоразумением.

## После отставки
22 сентября 1917 Годнев принимал участие в соединённом заседании Временного правительства, представителей Демократического совещания и членов ЦК кадетской партии по вопросу создания нового правительства. Затем уехал в Уфу, где скончался.

## Труды[1]
- О мозговом сифилисе // Медицинский Вестник. — 1879.
- О неопределенных лихорадочных формах, с опуханием лимфатических желёз // Медицинский Вестник. — 1879.
- О желчном тифоиде // Медицинский Вестник. — 1880.
- Об отравлении можжевеловыми ягодами // Медицинский Вестник. — 1880.
- О скотоложстве // Ученые Записки Казанского университета. — 1881.
- К учению об афазии // Ученые Записки Казанского университета. — 1881.
- Об отравлении мышьяком // Медицинский Вестник. — 1881.
- О скарлатине // Медицинский Вестник. — 1881.
- О влиянии солнечного света на людей и животных // Ученые Записки Казанского университета. — 1882.
- О влиянии солнечного затмения на людей и животных // Ученые Записки Казанского университета. — 1886.
- Об инфлюэнции. — Казань, 1888.
- О сыпном тифе. — Казань, 1889.
- О возвратной горячке в Казани. — Казань, 1889.